# Качин, Дмитрий Иванович
Дми́трий Ива́нович Ка́чин (род. 7 ноября 1929) — советский партийный и государственный деятель, дипломат. Чрезвычайный и полномочный посол СССР.

## Биография
Родился 7 ноября 1929 года в с. Большая Речка Кабанского района Бурятской АССР, русский.
В 1954 году окончил Московский технический институт рыбной промышленности и хозяйства и в 1961 году Высшую партийную школу при ЦК КПСС.
Член КПСС с 1953 года. Депутат Совета Союза Верховного Совета СССР 9—11 созывов (1974—1979) от Камчатской области, Камчатского областного Совета народных депутатов. Член Центральной ревизионной комиссии КПСС в 1971—1976 годах, кандидат в члены ЦК КПСС в 1976—1981 годах, член ЦК КПСС в 1981—1990 годах.
С 1991 года на пенсии. Живёт в Москве, активно работает в Камчатском землячестве.

### Деятельность
- С 1945 года — матрос, бригадир на рыболовецких судах Байкальского Госрыбтреста.
- С 1954 года — траловый мастер на рыболовецких судах, инженер ПО «Камчатрыбпром», начальник отдела Управления тралового и рефрижераторного флота Камчатрыбпрома.
- В 1961—1963 годах — секретарь парткома Управления тралового и рефрижераторного флота Камчатрыбпрома.
- В 1963—1965 годах — второй секретарь Петропавловск-Камчатского городского комитета КПСС.
- В 1965—1968 годах — первый секретарь Петропавловск-Камчатского городского комитета КПСС.
- В 1969—1971 годах — председатель исполнительного комитета Камчатского областного Совета депутатов.
- С февраля 1971 по 15 июля 1986 года — первый секретарь Камчатского областного комитета КПСС.
- В 1986—1990 годах — чрезвычайный и полномочный посол СССР в Социалистической Республике Вьетнам.

## Награды и звания
- орден Ленина (6 ноября 1979)
- орден Октябрьской Революции (25 августа 1971)
- 3 ордена Трудового Красного Знамени (11 августа 1966; 10 марта 1976; 17 июля 1986)
- медаль «За трудовую доблесть» (2 марта 1957)
- другие медали
- Почётный гражданин города Петропавловска-Камчатского (1999)[2]

## Память
- Автор книги «Осталось в памяти… О людях, о времени, о себе».[3]